# طواف أوقيانوسيا للدراجات 2005
طواف أوقيانوسيا للدراجات 2005 (بالإنجليزية: 2005 UCI Oceania Tour)‏ هو الموسم الأول من طواف أوقيانوسيا للدراجات ‏، بدأ الموسم بسباق داون أندر 2005 في 18 يناير، وانتهى بسباق طواف هيرالد صن في 15 أكتوبر، فاز بالمركز الأول روبرت مكلاكلان ‏، وبالمركز الثاني ويليام والكر، وبالمركز الثالث بيتر لاثام.

## السباقات
| طواف أوقيانوسيا للدراجات | طواف أوقيانوسيا للدراجات | طواف أوقيانوسيا للدراجات | طواف أوقيانوسيا للدراجات | طواف أوقيانوسيا للدراجات | طواف أوقيانوسيا للدراجات | طواف أوقيانوسيا للدراجات | طواف أوقيانوسيا للدراجات |
| التاريخ                  | #                        | البلد                    | السباق                   | الفائز                   | الثاني                   | الثالث                   |                          |
| ------------------------ | ------------------------ | ------------------------ | ------------------------ | ------------------------ | ------------------------ | ------------------------ | ------------------------ |
| 18 – 23 يناير 2005       | 1                        | أستراليا                 | داون أندر                | لويس ليون سانشيز         | ألان ديفيس               | ستيوارت اوغرادي          |                          |
| 09 – 15 أكتوبر 2005      | 2                        | أستراليا                 | طواف هيرالد صن           | سيمون جيرانس             | Dominique Perras ‏        | ديفيد ماكان              |                          |

## وصلات خارجية
- الموقع الرسمي